# Thompson Twins
Die Thompson Twins waren eine britische New-Wave-Band der 1980er Jahre.

## Geschichte
Die Band formierte sich im April 1977 in Sheffield, ursprünglich aus den Bandmitgliedern Tom Bailey (Bass und Gesang), Pete Dodd (Gitarre und Gesang), John Roog (Gitarre) und Jon „Pod“ Podgorski (Schlagzeug). Sie bestritten zwei Jahre lang hauptsächlich Liveauftritte. Danach zogen sie nach London um und bekamen Kontakt zur Hausbesetzer-Szene. Sie wurden dort ein Teil einer „linken Bewegung“. Der Name Thompson Twins wurde nach den zwei bekannten Detektiven Schulze und Schultze (im Englischen „Thomson and Thompson“) aus der Comicserie Tim und Struppi von Hergé gewählt.

### Die Band
1981 bestand die Band aus Bailey, Dodd, Roog und den drei neuen Mitgliedern Chris Bell am Schlagzeug, Joe Leeway an den Congas und Percussions sowie Jane Shorter am Saxophon. In dieser Konstellation wurde das erste Thompson-Twins-Album A Product of … (Participation) eingespielt. Alannah Currie, die zwar immer mit der Band zu tun hatte und auch ein paar kleine Parts auf dem ersten Album zum Besten gab, war bis dahin aber kein fester Bestandteil der Band.
Nach dem ersten Album verließ Shorter die Band, Currie wurde festes Mitglied und Bassist Matthew Seligman stieg ebenfalls bei der Band ein. Bailey übernahm die Keyboards und wurde zum eigentlichen Sänger der Band. Leeway übernahm die Vocals bei einzelnen Tracks.

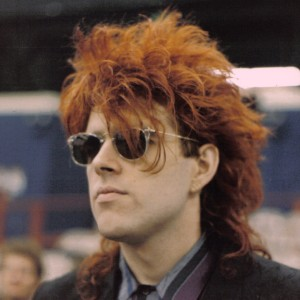
Tom Bailey (1986)

Der erste Plattenvertrag wurde 1982 bei Arista Records unterschrieben und Set wurde veröffentlicht, auf der Thomas Dolby ein paar kleine Gastauftritte hatte. Produzent Steve Lillywhite (produzierte u. a. U2 und XTC) übernahm die Leitung zu den Aufnahmen. Nachdem die Single In The Name Of Love überraschend die Spitze der US-Dance-Charts erklommen hatte, entschlossen sich der weiße Tom Bailey, die Neuseeländerin Alannah Currie und der Schwarze Joe Leeway, künftig als Trio weiterzuarbeiten. Sie entwarfen ein Logo, änderten ihr Outfit, nahmen Unterricht in Choreographie und entwickelten eine detaillierte Bühnen-Show. Nun im Aussehen an eine bunte New-Wave-Truppe erinnernd – Bailey mit rotem Haar und modischem Pferdeschwanz, Leeway mit Rastazöpfchen und Currie mit blonder an den Seiten rasierter, wilder Turmfrisur – machten sie, wenn auch abgemilderter, weiterhin Ethno-Pop.
Mit einer England-Tournee, unterstützt von vier Begleitmusikern, machte die Band neues Material, die 1983 veröffentlichte LP Quick Step & Side Kick und die Singles Lies und Love on Your Side bekannt. Anschließend folgte eine erfolgreiche Amerika-Tournee. Im Jahre 1984 erschien ihr Album Into the Gap, das sich bereits wenige Tage nach der Veröffentlichung auf dem ersten Platz der Charts befand und bald darauf Platin erhielt. Auch die Singles Doctor! Doctor! und Hold Me Now platzierten sich hervorragend. Die zur gleichen Zeit anlaufende Großbritannien-Tournee war bereits vorab restlos ausverkauft. Ebenfalls 1984 steuerten sie den Song If You Were Here zur Teeniekomödie Das darf man nur als Erwachsener (Sixteen Candles) von John Hughes bei. 1985 beteiligten sich die Thompson Twins am Live-Aid-Projekt von Bob Geldof. Sie traten dort zusammen mit Madonna im JFK-Stadion in Philadelphia auf. Es folgten im selben Jahr das Album Here’s to Future Days und die Singles Don’t Mess with Doctor Dream und Lay Your Hands on Me.
Ende 1986 verließ Leeway das Trio. Die Platten des verbliebenen Duetts erreichten nicht mehr die britischen oder amerikanischen Top 20. 1988 bekamen Bailey und Currie ihr erstes Kind. Ihre vorerst letzte Platte erschien 1991 mit dem Titel Queer.

### Nach der Auflösung
1991 heirateten Tom und Alannah und zogen mit ihren beiden Kindern nach Neuseeland. Dort gründeten sie mit Keith Fernley, inspiriert durch diverse Indien-Aufenthalte ihrerseits, die Band Babble, die musikalisch dem Trance/Ambient zuzuordnen ist. Sie veröffentlichten die Alben The Stone im Jahr 1993 und Ether im Jahr 1996, einer der Songs wurde im Film Die Coneheads mit Dan Aykroyd gespielt. Da das Projekt jedoch keinen nennenswerten Erfolg verbuchen konnte, wurde es nach kurzer Lebensdauer wieder eingestellt. Für das 1998 in die Kinos kommende Coming-out-Drama Edge of Seventeen komponierte Tom Bailey die Filmmusik. Außerdem ist in dem 1984 spielenden Film In the Name of Love zu hören.
1999 produzierte Tom das Album „Mix“ der neuseeländischen Band Stellar, wo er auch Keyboard spielte. Mit diesem Projekt gewann er einen Award als „Producer of the year“. Außerdem hat er für diverse Filme instrumentale Musik komponiert und arrangiert. Tom macht weiterhin unter dem Namen International Observer Musik, welche in Richtung Dub geht.

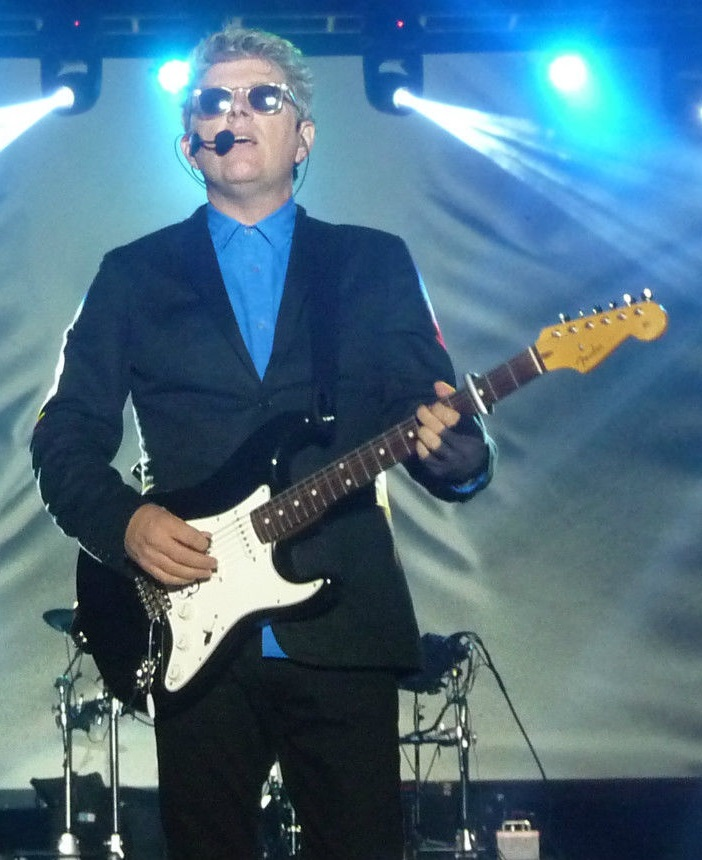
Tom Bailey (2015)

Nachdem Alannahs Schwester an Creutzfeldt-Jakob gestorben war, gründete sie in Neuseeland die Organisation „Mothers Against Genetic Engineering in Food and the Environment“ (MAdGE), in der sie sich für unmanipulierte Nahrungsmittel einsetzte.
Im Jahre 2003 ließen sich die beiden Thompson Twins scheiden. Seitdem lebt Tom Bailey in Frankreich, zusammen mit seiner neuen Lebensgefährtin und Schauspielerin Lauren Drescher. Alannah Currie lebt heute mit ihrer Tochter Indie in London.
Im März 2008 wurden die Alben Quick Step and Side kick und Into the Gap als Doppel-CDs wiederveröffentlicht. Beide Alben beinhalten alles, was in der jeweiligen Zeit eingespielt wurde, einschließlich verschiedener Remixe und B-Seiten der ausgekoppelten Singles. Im selben Jahr folgte die Doppel-CD-Ausgabe von Here’s to Future Days sowie eine Doppel-CD mit den ersten beiden Alben A Product of … und Set, ebenfalls mit verschiedenen Bonustracks.
2014 trat Bailey erstmals seit 27 Jahren wieder mit Songs der Thompson Twins auf der Bühne auf. Seitdem tourt er regelmäßig durch Europa und Nordamerika. Während der Tourneen bekam Bailey allerdings auch Lust, neben den älteren Titeln neue Songs zu komponieren. Als Ergebnis veröffentlichte er im Juli 2018 mit Science Fiction sein erstes Soloalbum überhaupt.

## Diskografie

### Alben
| Jahr | Titel Musiklabel               | Höchstplatzierung, Gesamtwochen, AuszeichnungChartplatzierungen (Jahr, Titel, Musiklabel, Platzierungen, Wochen, Auszeichnungen, Anmerkungen) | Höchstplatzierung, Gesamtwochen, AuszeichnungChartplatzierungen (Jahr, Titel, Musiklabel, Platzierungen, Wochen, Auszeichnungen, Anmerkungen) | Höchstplatzierung, Gesamtwochen, AuszeichnungChartplatzierungen (Jahr, Titel, Musiklabel, Platzierungen, Wochen, Auszeichnungen, Anmerkungen) | Höchstplatzierung, Gesamtwochen, AuszeichnungChartplatzierungen (Jahr, Titel, Musiklabel, Platzierungen, Wochen, Auszeichnungen, Anmerkungen) | Anmerkungen |
| Jahr | Titel Musiklabel               | DE | CH | UK | US | Anmerkungen |
| ---- | ------------------------------ | --- | --- | --- | --- | --- |
| 1982 | Set T Records                  | — | — | UK48 (3 Wo.)UK | — | Erstveröffentlichung: 26. Februar 1982 Produzent: Steve Lillywhite |
| 1982 | In the Name of Love Arista     | — | — | — | US148 (8 Wo.)US | Erstveröffentlichung: Juni 1982 US-Debütalbum mit acht Tracks vom Album Set + zwei Tracks vom Album A Product of … Produzenten: Steve Lillywhite, Dennis Bovell, Mike Howlett |
| 1983 | Quick Step & Side Kick Arista  | — | — | UK2 Platin · (56 Wo.)UK | US34 (25 Wo.)US | Erstveröffentlichung: 14. Februar 1983 Produzent: Alex Sadkin |
| 1984 | Into the Gap Arista            | DE6 (24 Wo.)DE | CH7 (13 Wo.)CH | UK1 ×2Doppelplatin · (51 Wo.)UK | US10 Platin · (53 Wo.)US | Erstveröffentlichung: 13. Februar 1984 Produzent: Alex Sadkin |
| 1985 | Here’s to Future Days Arista   | DE42 (4 Wo.)DE | CH12 (5 Wo.)CH | UK5 Gold · (9 Wo.)UK | US20 Gold · (35 Wo.)US | Erstveröffentlichung: 16. September 1985 Produzenten: Nile Rodgers, Tom Bailey                                                                                                |
| 1987 | Close to the Bone Arista       | — | — | UK90 (1 Wo.)UK | US76 (14 Wo.)US | Erstveröffentlichung: 31. März 1987 Produzenten: Rupert Hine, Tom Bailey |
| 1989 | Big Trash Warner Bros. Records | — | — | — | US143 (6 Wo.)US | Erstveröffentlichung: 26. September 1989 Produzenten: Alannah Currie, Thompson Twins, Tom Bailey                                                                              |

grau schraffiert: keine Chartdaten aus diesem Jahr verfügbar
Weitere Alben
- 1981: A Product of … (T Records)
- 1986: Thompson Twins Live (Arista)
- 1991: Queer (Warner Bros. Records)
- 1994: The Stone (als Babble; Reprise Records)
- 1996: Ether (als Babble; Reprise Records)

### Promoalben
- 1983: Interview
- 1985: Here’s to Future Days – Radio Special
- 1986: Jim Ladd Hosts Thompson Twins (Host: Jim Ladd)
- 1987: Interview Sampler

### Kompilationen
| Jahr | Titel Musiklabel                                  | Höchstplatzierung, Gesamtwochen, AuszeichnungChartplatzierungen (Jahr, Titel, Musiklabel, Platzierungen, Wochen, Auszeichnungen, Anmerkungen) | Höchstplatzierung, Gesamtwochen, AuszeichnungChartplatzierungen (Jahr, Titel, Musiklabel, Platzierungen, Wochen, Auszeichnungen, Anmerkungen) | Höchstplatzierung, Gesamtwochen, AuszeichnungChartplatzierungen (Jahr, Titel, Musiklabel, Platzierungen, Wochen, Auszeichnungen, Anmerkungen) | Höchstplatzierung, Gesamtwochen, AuszeichnungChartplatzierungen (Jahr, Titel, Musiklabel, Platzierungen, Wochen, Auszeichnungen, Anmerkungen) | Anmerkungen |
| Jahr | Titel Musiklabel                                  | DE | CH | UK | US | Anmerkungen |
| ---- | ------------------------------------------------- | --- | --- | --- | --- | --- |
| 1988 | The Best of Thompson Twins: Greatest Mixes Arista | — | — | — | US175 (6 Wo.)US | Erstveröffentlichung: Juli 1988 Produzenten: Alex Sadkin, Tom Bailey, Shep Pettibone                                                     |
| 1990 | The Greatest Hits Stylus Music                    | — | — | UK23 Silber · (8 Wo.)UK | — | Erstveröffentlichung: 26. Februar 1990 Produzenten: Alex Sadkin, Tom Bailey, Nile Rodgers, Rupert Hine, Steve Lillywhite, Shep Pettibone |

Weitere Kompilationen
- 1989: Doctor! Doctor! / You Take Me Up (4-Track-Minialbum)
- 1993: Hold Me Now
- 1994: The Best of Thompson Twins
- 1996: Singles Collection
- 1996: Greatest Hits (Arista)
- 1999: Master Hits
- 2000: Hold Me Now
- 2003: The Greatest Hits (BMG, UK: Silber)
- 2003: Platinum & Gold Collection
- 2007: Love on Your Side (The Best of The) (2 CDs)
- 2009: Thompson Twins Box (8-CD-Box)
- 2012: Original Album Classics (5-CD-Box)
- 2014: Remixes & Rarities (2 CDs)

### Singles
| Jahr | Titel Album                                                        | Höchstplatzierung, Gesamtwochen, AuszeichnungChartplatzierungen (Jahr, Titel, Album, Platzierungen, Wochen, Auszeichnungen, Anmerkungen) | Höchstplatzierung, Gesamtwochen, AuszeichnungChartplatzierungen (Jahr, Titel, Album, Platzierungen, Wochen, Auszeichnungen, Anmerkungen) | Höchstplatzierung, Gesamtwochen, AuszeichnungChartplatzierungen (Jahr, Titel, Album, Platzierungen, Wochen, Auszeichnungen, Anmerkungen) | Höchstplatzierung, Gesamtwochen, AuszeichnungChartplatzierungen (Jahr, Titel, Album, Platzierungen, Wochen, Auszeichnungen, Anmerkungen) | Höchstplatzierung, Gesamtwochen, AuszeichnungChartplatzierungen (Jahr, Titel, Album, Platzierungen, Wochen, Auszeichnungen, Anmerkungen) | Anmerkungen                                                                                            |
| Jahr | Titel Album                                                        | DE | CH | UK | US | Dance | Anmerkungen                                                                                            |
| ---- | ------------------------------------------------------------------ | --- | --- | --- | --- | --- | --- |
| 1982 | In the Name of Love                                                | — | — | — | — | Dance1 (21 Wo.)Dance | Erstveröffentlichung: Januar 1982 Autor: Tom Bailey                                                    |
| 1982 | Lies Quick Step & Side Kick                                        | — | — | UK67 (3 Wo.)UK | US30 (16 Wo.)US | Dance1 (18 Wo.)Dance | Erstveröffentlichung: September 1982 Autoren: Alannah Currie, Joe Leeway, Tom Bailey                   |
| 1983 | Love on Your Side Quick Step & Side Kick                           | DE32 (14 Wo.)DE | — | UK9 (13 Wo.)UK | US45 (9 Wo.)US | Dance6 (16 Wo.)Dance | Erstveröffentlichung: Januar 1983 Autoren: Alannah Currie, Joe Leeway, Tom Bailey                      |
| 1983 | We Are Detective Quick Step & Side Kick                            | — | — | UK7 (9 Wo.)UK | — | — | Erstveröffentlichung: April 1983 Autoren: Alannah Currie, Joe Leeway, Tom Bailey                       |
| 1983 | Watching Quick Step & Side Kick                                    | — | — | UK33 (6 Wo.)UK | — | — | Erstveröffentlichung: Juli 1983 Autoren: Alannah Currie, Joe Leeway, Tom Bailey                        |
| 1983 | Hold Me Now Into the Gap                                           | DE7 (17 Wo.)DE | CH18 (4 Wo.)CH | UK4 Gold · (15 Wo.)UK | US3 (21 Wo.)US | Dance1 (13 Wo.)Dance | Erstveröffentlichung: 11. November 1983 Autoren: Alannah Currie, Joe Leeway, Tom Bailey                |
| 1984 | Doctor! Doctor! Into the Gap                                       | DE11 (14 Wo.)DE | CH11 (10 Wo.)CH | UK3 Silber · (12 Wo.)UK | US11 (16 Wo.)US | Dance18 (11 Wo.)Dance | Erstveröffentlichung: 27. Januar 1984 Autoren: Alannah Currie, Joe Leeway, Tom Bailey                  |
| 1984 | You Take Me Up Into the Gap                                        | DE24 (10 Wo.)DE | — | UK2 Silber · (11 Wo.)UK | US44 (9 Wo.)US | — | Erstveröffentlichung: März 1984 Autoren: Alannah Currie, Joe Leeway, Tom Bailey                        |
| 1984 | Sister of Mercy Into the Gap                                       | — | — | UK11 (10 Wo.)UK | — | — | Erstveröffentlichung: Juni 1984 Autoren: Alannah Currie, Joe Leeway, Tom Bailey                        |
| 1984 | The Gap Into the Gap                                               | DE62 (5 Wo.)DE | — | — | US69 (6 Wo.)US | — | Erstveröffentlichung: Juli 1984 Autoren: Alannah Currie, Joe Leeway, Tom Bailey                        |
| 1984 | Lay Your Hands on Me Here’s to Future Days                         | DE39 (8 Wo.)DE | — | UK13 Silber · (9 Wo.)UK | US6 (20 Wo.)US | Dance46 (2 Wo.)Dance | Erstveröffentlichung: November 1984 Autoren: Alannah Currie, Joe Leeway, Tom Bailey                    |
| 1985 | Don’t Mess with Dr. Dream Here’s to Future Days                    | DE30 (10 Wo.)DE | CH11 (8 Wo.)CH | UK15 (6 Wo.)UK | — | — | Erstveröffentlichung: August 1985 Autoren: Alannah Currie, Joe Leeway, Tom Bailey                      |
| 1985 | King for a Day Here’s to Future Days                               | — | — | UK22 (6 Wo.)UK | US8 (16 Wo.)US | — | Erstveröffentlichung: September 1985 Autoren: Alannah Currie, Joe Leeway, Tom Bailey                   |
| 1985 | Revolution Here’s to Future Days                                   | — | — | UK56 (5 Wo.)UK | — | — | Erstveröffentlichung: November 1985 Autoren: John Lennon, Paul McCartney Original: The Beatles, 1968   |
| 1986 | Nothing in Common Nothing in Common (Soundtrack)                   | — | — | — | US54 (10 Wo.)US | Dance38 (3 Wo.)Dance | Erstveröffentlichung: Juli 1986 aus dem gleichnamigen Film Autoren: Alannah Currie, Tom Bailey         |
| 1987 | Get That Love Close to the Bone                                    | — | — | UK66 (4 Wo.)UK | US31 (11 Wo.)US | — | Erstveröffentlichung: März 1987 Autoren: Thompson Twins                                                |
| 1987 | Long Goodbye Close to the Bone                                     | — | — | UK89 (1 Wo.)UK | — | — | Erstveröffentlichung: Mai 1987 Autoren: Thompson Twins                                                 |
| 1988 | In the Name of Love ’88 The Best of Thompson Twins: Greatest Mixes | — | — | UK46 (3 Wo.)UK | — | Dance1 (10 Wo.)Dance | Erstveröffentlichung: Oktober 1988 Remix: Shep Pettibone, Steve Peck                                   |
| 1989 | Sugar Daddy Big Trash                                              | — | — | UK97 (1 Wo.)UK | US28 (12 Wo.)US | Dance2 (12 Wo.)Dance | Erstveröffentlichung: Oktober 1988 Autoren: Alannah Currie, Tom Bailey                                 |
| 1991 | Come Inside Queer                                                  | — | — | UK56 (4 Wo.)UK | — | Dance7 (10 Wo.)Dance | Erstveröffentlichung: September 1991 Autoren: Alannah Currie, Tom Bailey                               |
| 1992 | The Saint (Feedback Max Remix) Queer                               | — | — | UK53 (2 Wo.)UK | — | — | Erstveröffentlichung: 13. Januar 1992 Autoren: Alannah Currie, Tom Bailey                              |
| 1994 | Take Me Away The Stone                                             | — | — | — | — | Dance18 (11 Wo.)Dance | Erstveröffentlichung: Februar 1994; als Babble Autoren: Alannah Currie, Tom Bailey                     |
| 1996 | Love Has No Name Ether                                             | — | — | — | — | Dance10 (12 Wo.)Dance | Erstveröffentlichung: März 1996; als Babble feat. Teremoana Rapley Autoren: Alannah Currie, Tom Bailey |

Weitere Singles
- 1980: Squares and Triangles
- 1980: She’s in Love with Mystery
- 1981: Perfect Game
- 1981: Animal Laugh (Oumma Aularesso)
- 1981: Make Believe (Let’s Pretend)
- 1982: Squares and Triangles (Reissue)
- 1982: Runaway (Remix)
- 1985: Roll Over
- 1987: Bush Baby
- 1990: Who Wants to Be a Millionare?
- 1992: Play with Me (Jane)
- 1993: Tribe (als Babble)
- 1994: Beautiful (als Babble)

### Videoalben
- 1983: Side Kicks – The Movie: Live in Liverpool
- 1984: Into the Gap – Live
- 1985: Single Vision
- 1991: Thompson Twins